# Жертовник

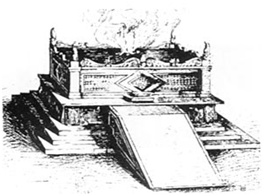
Модель реконструкції першого жертовника Єрусалимського храму

Же́рто́вник, рідко жертівник, заст. же́ртівня, або ві́вта́р — у давніх народів, у язичництві — місце для жертвоприношень у вигляді підвищення або столу. За походженням слово пов'язане з «жрети», «жерти», «жрець», «жертва».
Слова «жертовник» і «вівтар» часто вживають як синоніми. Слід мати на увазі, що це застосовно тільки для описів язичницьких обрядів, у християнстві, зокрема, в православ'ї, вони означають різні елементи храму.

## Історія

Жертовники Стародавнього світу
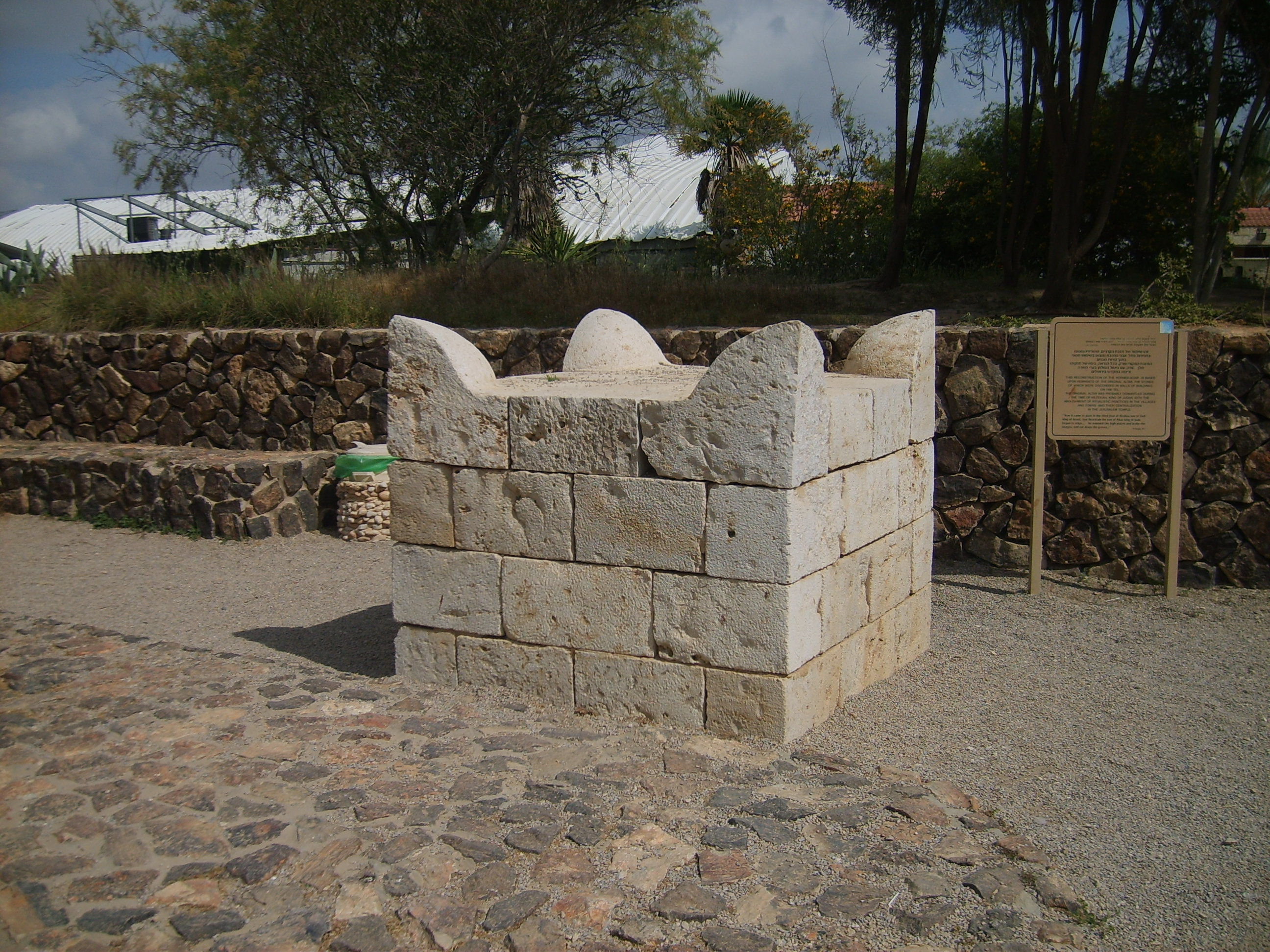
Рогатий жертовник у Тель-Беер-Шева, Ізраїль.
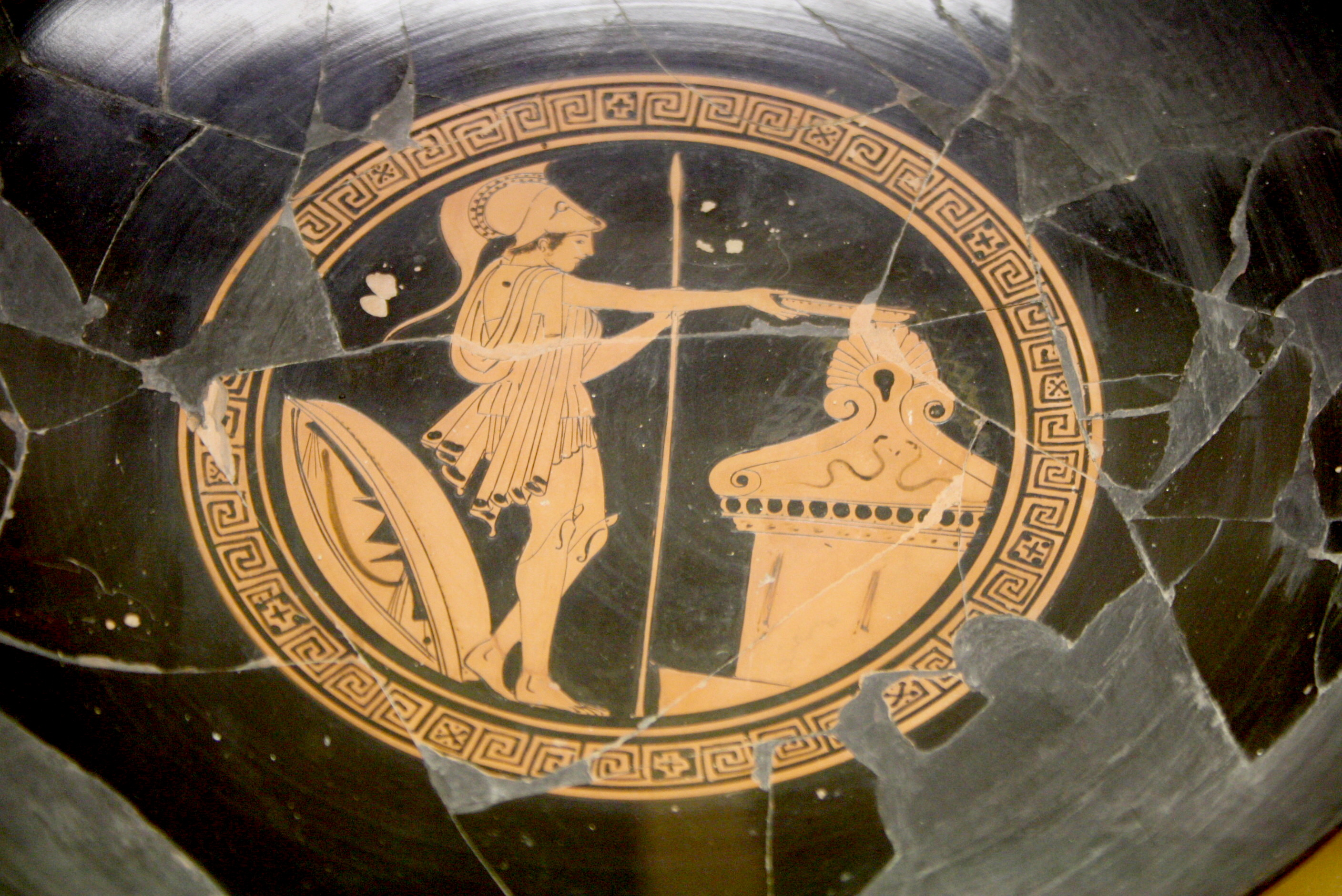
Давньогрецький кілікс із зображенням гопліта, що приносить жертву перед жертовником, бл. 480 до н. е. Музей Стародавньої Агори в Афінах Стоя Аттала
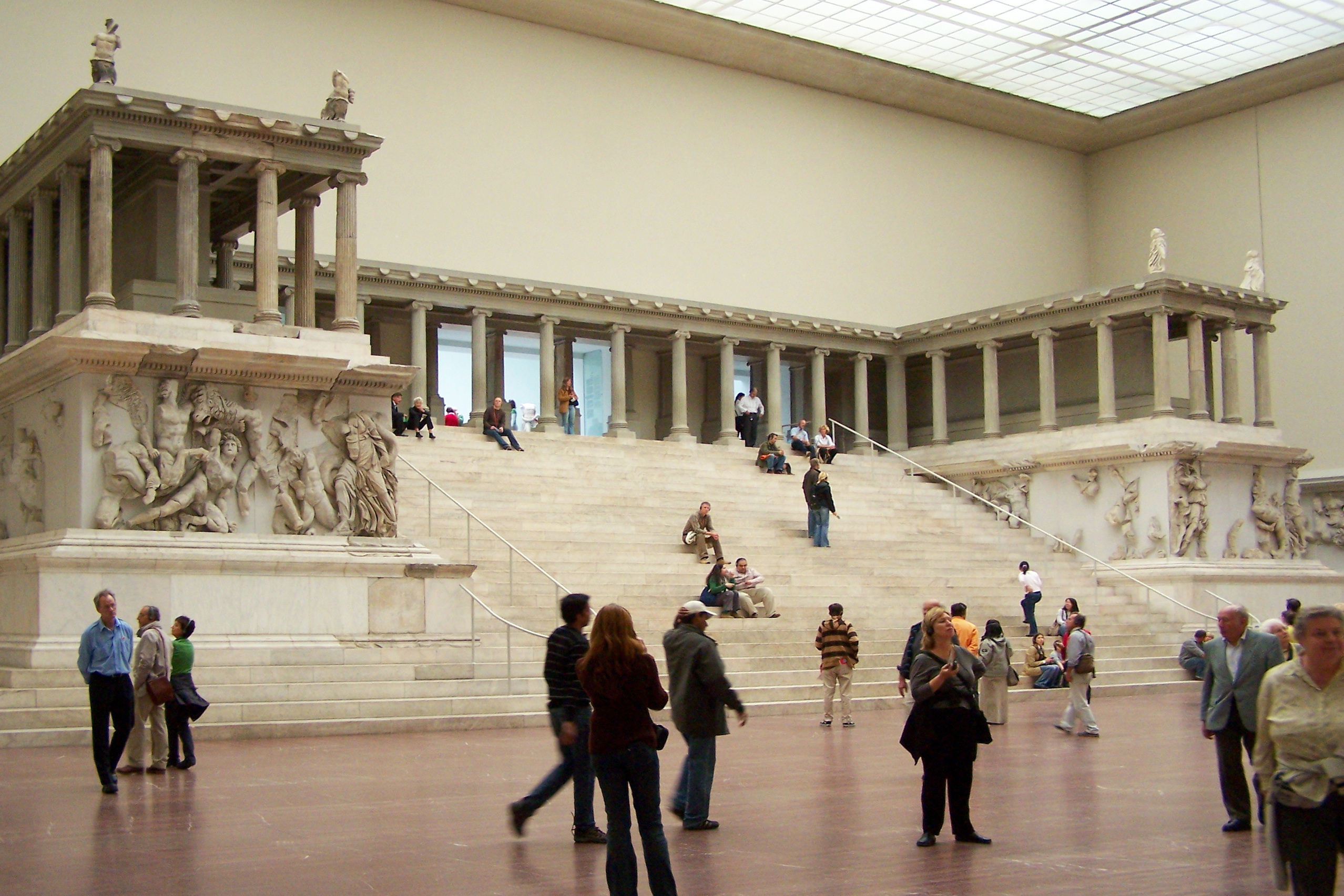
Стародавній Пергамський вівтар. Реконструкція з Пергамського музею Берліна.
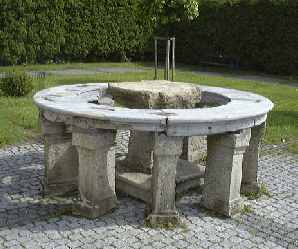
Жертовний камінь (Opferstein) у Марія-Таферль, Австрія. Використовувався стародавніми кельтами для жертвопринесень, зараз розміщується на площі базиліки.

### У давньому юдаїзмі

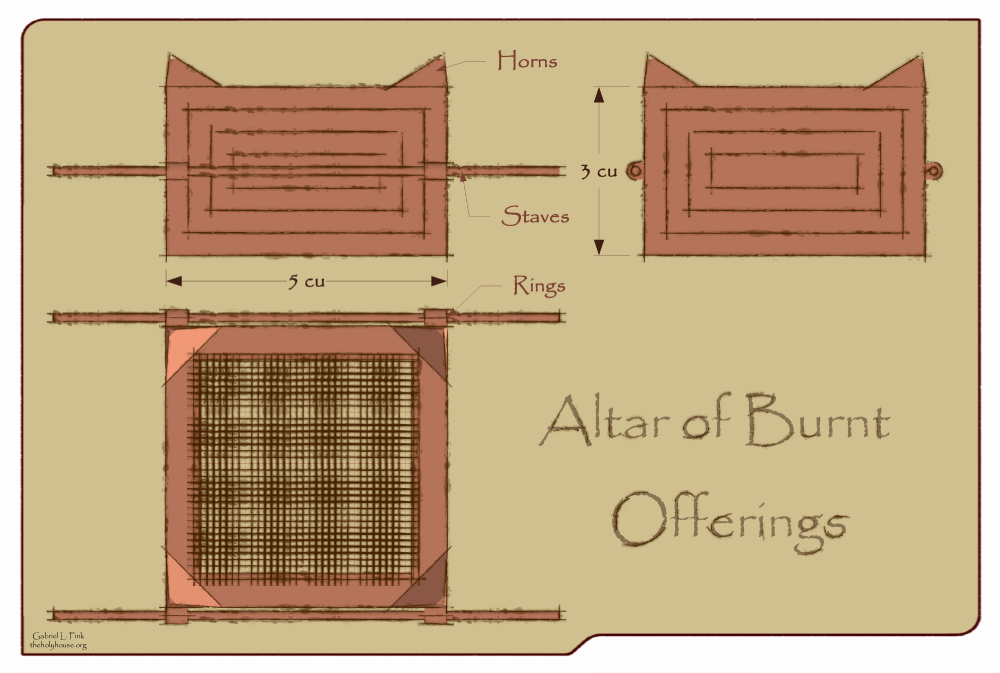
Схема переносного жертовника Скинії.

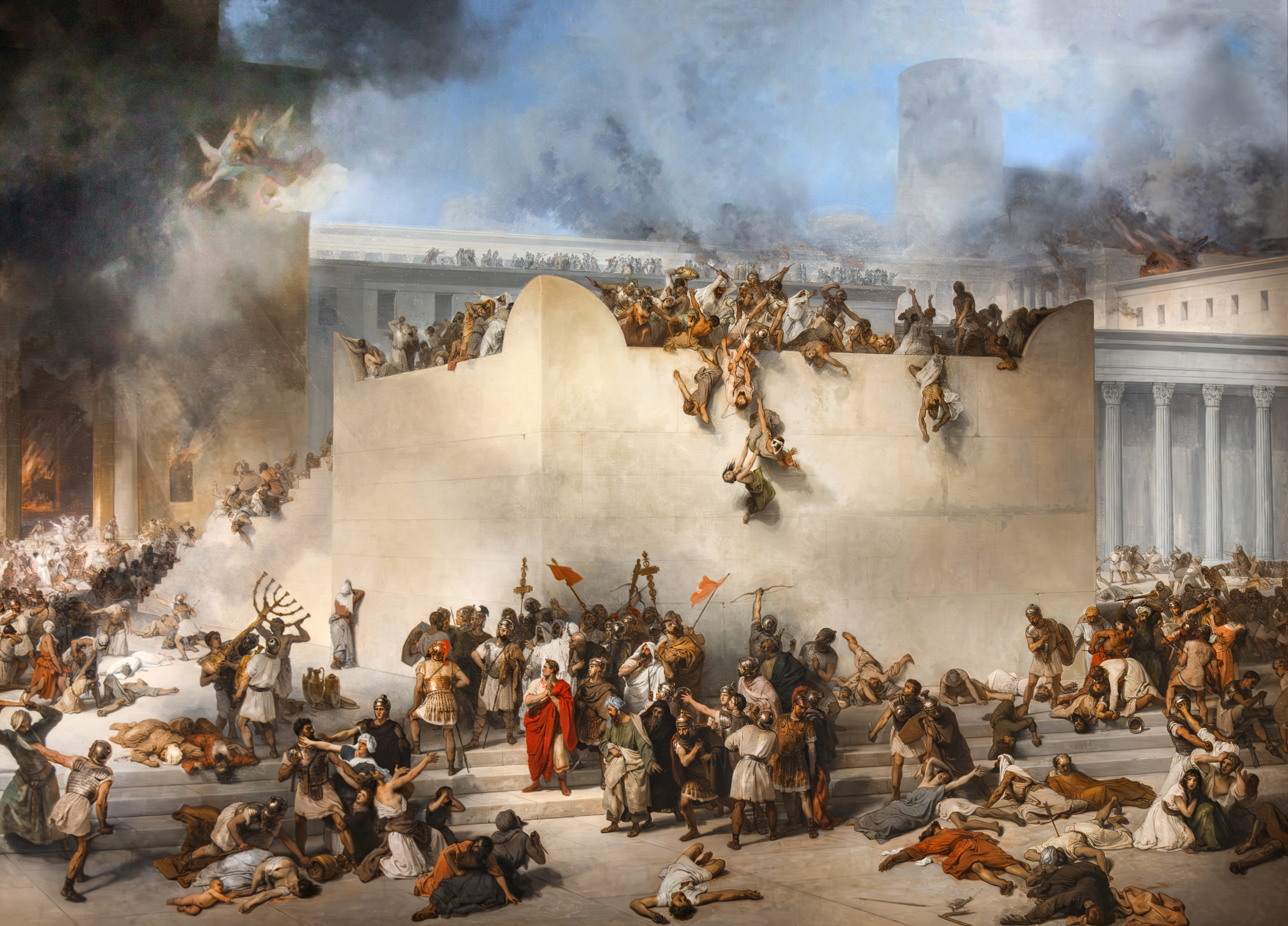
Жертовник на картині Ф. Аєца «Руйнування Єрусалимського храму», 1867

У юдаїзмі жертовник (івр. מזבח, мізбеах) є центром культу, що полягає в жертвоприношеннях (пор. зобах — «приносити в жертву»). Жертовник — знак божественної Присутності. Мойсей передбачає наявність такого вірування, коли він половину крові жертв виливає на жертовник, а іншою — окроплює народ, який таким чином вступає в спілкування з Богом (Вих. 24:6); те ж ми зустрічаємо і у апостола Павла: «Ті, які їдять жертви, які не спільники вони жертовника?» (1 Кор. 10:18). Ісус Христос, який Сам є одночасно і священником, і жертвою, і жертовником приносить досконале жертвоприношення, в якому знак поступається місцем реальності.
Спочатку людина будувала жертовники у відповідь на відвідування її Богом, яке тільки що сталося; це і передається виразом, який часто зустрічається в оповіданні про діяння праотців: «І створив він там жертовник Ягве і закликав Ім'я Його» (Бут. 12. 7; 13. 18; 26. 25). Перш ніж стати місцем, де приносять жертви, жертовник був пам'ятником милості, що надана Богом; про це свідчать символічні назви які давали жертовникам (Бут. 33. 20; 35. 1-7; Суд. 6. 24). Однак жертовники служили також місцями пиятик, приношень жертв і пахощів. Якщо спочатку задовольнялися більш-менш придатними великими каменями (Суд. 6. 20; 13. 19), то незабаром стали будувати ще грубі, але вже більш пристосовані для цієї мети, жертовники з пресованої глини або з неотесаних каменів (Вих. 20:24).
Для нащадків біблійних патріархів ці жертовники стали більшою мірою місцями культу, ніж пам'ятниками богоявлень які там колись відбулися; таким чином вони часто ставали місцем паломництва. Першість місця культу над пам'ятником проявлялося вже в тому, що вибір нерідко зупиняли на стародавніх місцях ханаанського культу: напр., Бет-Ел (Бут. 35. 7) або Сихем (33. 19), пізніше Галгал (Іс. Нав. 4. 20) або Єрусалим (Суд. 19. 10). Коли обраний народ вступив в Ханаан, він знайшов там язичницькі жертовники, які Закон наказував нещадно руйнувати (Вих. 34. 13; Втор.7. 5; Числ. 33. 52), і Гедеон (Суд.6. 25- 32) або Єгу (4 Цар.10. 27) так і знищували жертовники Ваала. Але зазвичай задовольнялися тим, що «перехрещували» ці місця поклоніння разом з їх культовим обладнанням (3 Цар.3. 4).
На цьому етапі розвитку жертовник може бути причиною спотворення релігії в двох чинниках: забуття того, що він — тільки символ, що допомагає увійти в контакт з Богом Ягве, і прирівнювання Ягве до ідолів. Соломон ставить в правило терпимість щодо ідолів, привезених його іноземними жінками (3 Цар. 11:7). Так само поводиться згодом Ахав (3 Цар.16. 32); Ахаз і Манасія вносять навіть в юдейський храм жертовники язичницького зразка (4 Цар.16. 10-16; 21. 5). Пророки гнівно реагують на це чисельне зростання жертовників (Ам 2:8; Ос. 8. 11; Єр 3:6).

#### Жертовник Скинії
У Скинії були два жертовники: зовнішній (Жертовник Всепалення) стояв у дворі і призначався для спалення жертовних тварин, внутрішній (Золотий Жертовник) стояв усередині Скинії і призначався для куріння пахощів.

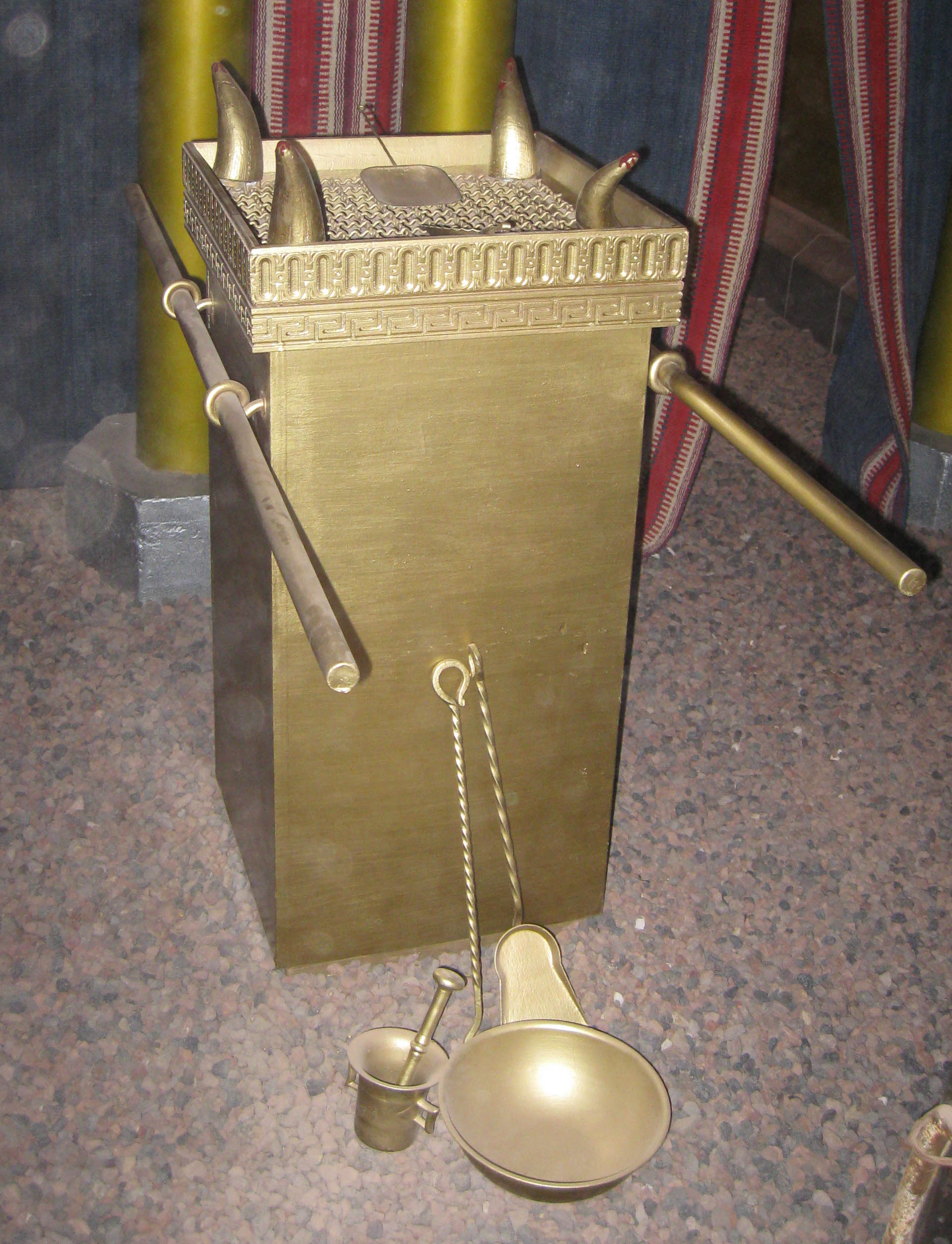
Модель Золотого жертовника Єрусалимського храму

#### Жертовник єдиногоЄрусалимського Храму
Зловживання і неправильне розуміння ролі жертовника спричинило зосередження культу в Єрусалимі (4 Цар. 23. 8 ; 3 Цар. 8. 63). Відтепер тамтешній жертовник для всепалення об'єднує релігійне життя всього Ізраїлю і багато псалмів свідчать про місце, яке він займає в серцях вірних (Пс. 25. 6; 42. 4; 83. 4; 117. 27). У Єзекіїля, який говорить про майбутнє храму, жертовник описується з особливою ретельністю (43. 13-17), а священицьке законодавство, яке належить до нього, пов'язується з ім'ям Мойсея (Вих. 27. 1-8; Лев .1-7). Роги жертовника, які набагато раніше згадуються як місце притулку (3 Цар. 1. 50; 2. 28), набувають великого значення: їх часто окроплюють кров'ю під час обряду очищення (Лев .16. 18; Вих. 30. 10). Ці обряди ясно вказують, що жертовник символізує присутність Ягве.